# Зборовець Василь Степанович
Васи́ль Степа́нович Зборове́ць (* 7 березня 1889, Гаврилівці сучасного Кам'янець-Подільського району — † 18 грудня 1944, Гаврилівці) — український просвітянин та мовознавець.

## Життєпис
Походить з багатодітної родини — мав 8 братів та сестер, батьки обробляли 6 гектарів землі, працювали і батьки, і діти.
Закінчив учительську гімназію 1907 року витримав іспит у Хотинському міському училищі, отримав звання педагога початкових класів.
Працював вчителем на селі, був активним у діяльності Подільського товариства «Просвіта». В той час захопився фольклором, збирав афоризми, українські народні пісні, приказки, прислів'я.
В часи Першої світової війни воював у царському війську, дослужився до прапорщика.
1917 року вийшов друком в Києві підготований ним двотомник «На всякий випадок життя», упорядкований, очевидно, разом з Олександром Дорошкевичем.
В час національно-визвольних змагань воював у військах гетьмана Скоропадського, по тому — Симона Петлюри.
Коли постав український університет в Кам'янці-Подільському постав український університет, записується слухачем, згодом студентом філологічного відділу. Пройшов студії з педагогіки у Софії Русової, Софія Федорівна його призначає секретарем Кам'янецького українського товариства шкільної освіти.
По перебранні влади більшовиками в листопаді 1920 року, продовжує навчання уже в Інституті народної освіти, в 1923 році отримує диплом філолога. Під час навчання потоваришував з просвітянами Володимиром та Полікарпом Герасименками, Антоном та Федором Шумлянськими. В той час почав творчу співпрацю з М. Годованцем, І. Липою, В. Поліщуком, В. Самійленком, В. Свідзінським, С. Черкасенком, Л. Черняхівською; писав поезії, дописував до журналу «Село».
По закінченні навчання його зараховують до аспірантури при науково-дослідній кафедрі економіки та історії Поділля у секцію мови. В тому часі брав участь в наукових експедиціях, працював у архівах та книгозбірнях. За дорученням секретаря наукового товариства Ю. Філя друкував матеріали про роботу кафедри.
В той час його дружина, з якою ростили сина Івана, повертається додому, в Росію, 1926 року Зборовець перебирається до Харкова. Там працює викладачем української мови в Харківському інституті народної освіти.
Підготував підручник «Загальний курс української мови» під керівництвом професора Л. А. Булаховського — випущений в Харкові 1929 року. Брав участь у розробленні нового українського правопису, лексичний матеріал збирав повсюди, з різних джерел.
1928 року закінчив аналіз мови повісті «Слово о смерти и рыцаре добром и славном» — літературна пам'ятка давньої доби, знайдена 1922 року в архіві колишньої Подільської семінарії, цілком можливо, що в подальшому часі оригінал був знищений як непотрібний. Приблизно в той же час написав «Нариси з сучасної української літературної мови».
Арештований 3 лютого 1933 року в Харкові як «ворог народу» по обмові. Кілька місяців під тортурами вибивали з нього «свідчення», зокрема, проти мовознавця Л. Булаховського. 1 жовтня оголошено вирок — три роки ув'язнення у виправно-трудовому таборі ОДПУ, відбував в Лодєйному Полі у Свірському таборі № 864. Так як знав латинську мову, то взяли до праці помічником аптекаря. 1935 року звільнений з ув'язнення. Повертається до Харкова, де його чекала друга дружина — Ганна Володимирівна Случановська з роду Капністів.
Продовжував писати, але до збірників машинописи не включали навіть без вказання прізвища.
В кінці 1930-х йому якось вдалося влаштуватися викладачем Осипенківського педагогічного інституту. В Бердянську народився син Іполит. Викладав і в часи війни. 1943 року при радянському наступі пробирається в Гаврилівці. Пережив мікроінсульт; ще викладав в місцевій школі українську мову і літературу.
Помер 18 грудня 1944 року, похований у рідному селі.